# Фейрпорт (Нью-Йорк)
Фейрпорт (англ. Fairport) — селище (англ. village) в США, в окрузі Монро штату Нью-Йорк. Населення — 5501 особа (2020).

## Географія
Фейрпорт розташований за координатами 43°5′58″ пн. ш. 77°26′35″ зх. д. / 43.09944° пн. ш. 77.44306° зх. д. (43.099319, -77.443018).  За даними Бюро перепису населення США в 2010 році селище мало площу 4,20 км², з яких 4,11 км² — суходіл та 0,09 км² — водойми.

## Демографія
Згідно з переписом 2010 року, у селищі мешкали 5353 особи в 2369 домогосподарствах у складі 1464 родин. Густота населення становила 1274 особи/км².  Було 2467 помешкань (587/км²).
Расовий склад населення:
| - 95,3 % — білих - 1,4 % — чорних або афроамериканців - 1,2 % — азіатів - 0,3 % — корінних американців - 0,1 % — вихідців з тихоокеанських островів |

До двох чи більше рас належало 1,5 %. Частка іспаномовних становила 2,1 % від усіх жителів.
За віковим діапазоном населення розподілялося таким чином: 22,2 % — особи молодші 18 років, 62,6 % — особи у віці 18—64 років, 15,2 % — особи у віці 65 років та старші. Медіана віку мешканця становила 43,0 року. На 100 осіб жіночої статі у селищі припадало 93,0 чоловіків;  на 100 жінок у віці від 18 років та старших — 88,8 чоловіків також старших 18 років.
Середній дохід на одне домашнє господарство  становив 77 626 доларів США (медіана — 69 788), а середній дохід на одну сім'ю — 92 755 доларів (медіана — 80 710). Медіана доходів становила 58 021 долар для чоловіків та 45 123 долари для жінок. За межею бідності перебувало 2,9 % осіб, у тому числі 0,0 % дітей у віці до 18 років та 5,6 % осіб у віці 65 років та старших.
Цивільне працевлаштоване населення становило 3036 осіб. Основні галузі зайнятості: освіта, охорона здоров'я та соціальна допомога — 29,7 %, роздрібна торгівля — 14,0 %, науковці, спеціалісти, менеджери — 13,2 %.